# Interwenient
Interwenient – w polskim postępowaniu karno-skarbowym to podmiot, który zgłasza roszczenia do przedmiotów podlegających przepadkowi w wyniku postępowania. Uprawnienia interwenienta określa kodeks karny skarbowy (skrót: kks).
Interwenient nie może być ani podejrzanym, ani oskarżonym w sprawie o przestępstwo lub wykroczenie skarbowe. Jeśli w toku postępowania ustalono podmiot mogący zgłosić interwencję, jest on bez zwłoki powiadamiany, chyba że nie jest możliwe ustalenie jego danych kontaktowych (art. 127 § 2 kks). Interwenient ma w postępowaniach status strony (art. 120 kks) i może w nich ustanowić pełnomocnika – adwokata lub radcę prawnego (w postępowaniu wykroczeniowym – tylko jednego). Interwenienta może także reprezentować jego organ uprawniony do działania w jego imieniu.
Interwencję zgłasza się pisemnie lub ustnie do protokołu (art. 127 § 1 kks). Zgłoszenie interwencji jest bezskuteczne, jeśli nie zawiera danych adresowych lub są one nieprawdziwe (art. 126 § 2 kks). Jeżeli interwenient się sprzeciwi, wówczas nie można uwzględnić wniosku o orzeczenie przepadku przedmiotów (art. 156 § 4 kks). Orzeczenie kończące postępowanie powinno w miarę potrzeby zawierać rozstrzygnięcie co do roszczeń interwenienta (art. 163 kks). Wyrok nakazowy jest niedopuszczalny, jeśli wniesiono interwencję co do przedmiotów podlegających przepadkowi i nie wycofano jej przed wniesieniem aktu oskarżenia do sądu (art. 171 kks). 
Interwenient według polskiego kodeksu karnego skarbowego:
- może zgłosić interwencję do chwili otwarcia przewodu sądowego w pierwszej instancji (art. 126 § 1 kks)
- jest niezwłocznie powiadamiany, jeśli w toku postępowania zatrzymano, zajęto lub zabezpieczono przedmiot (art. 127 § 3 kks)
- w toku postępowania ma uprawnienia tylko w granicach interwencji (art. 120 § 3 kks)
- może być przesłuchany w charakterze świadka (art.128 § 2 kks)
- ponosi koszty interwencji odrzuconej (art. 128 § 5 kks)
- nieusprawiedliwiona nieobecność interwenienta na rozprawie nie wstrzymuje toku postępowania (art. 128 § 3 kks)
- ma prawo wnioskować o zapoznanie się z materiałem postępowania przygotowawczego (przepis art. 154a kks obowiązuje od 1 lipca 2015 roku)
- może żądać, w razie wyłączenia jawności rozprawy, pozostawienia na sali po nie więcej niż dwie osoby (art. 159 kks)
- może wnieść kasację lub wniosek o wznowienie postępowania tylko przez pełnomocnika będącego adwokatem lub radcą prawnym (art. 169 kks)
- może zgłosić roszczenie wobec Skarbu Państwa z tytułu bezpodstawnego wzbogacenia, jeśli przedmioty, objęte jego interwencją, zostały już wcześniej objęte zabezpieczeniem, egzekucją przepadku lub ściągnięcia ich równowartości pieniężnej (art. 180 kks)

Od 1 lipca 2015 roku art. 128 § 1 kks zyskuje nowe brzmienie, które przewiduje, że do interwenienta i jego pełnomocnika stosuje się odpowiednio niektóre przepisy kodeksu postępowania karnego.